# Ormosia sootryeni
Ormosia sootryeni är en tvåvingeart som först beskrevs av Paul Lackschewitz 1935.  Ormosia sootryeni ingår i släktet Ormosia och familjen småharkrankar. Arten är reproducerande i Sverige. Inga underarter finns listade i Catalogue of Life.